# Bahnstrecke Dresden-Klotzsche–Straßgräbchen-Bernsdorf
| Streckennummer (DB): | 6606; sä. KStr                                                                                        |                                       |                                     |
| Kursbuchstrecke (DB): | 226                                                                                                   |                                       |                                     |
| Kursbuchstrecke: | 132n (Dresden-Klotzsche–Schwepnitz, 1934) 159b (1946) 221 (Dresden–Kamenz–Senftenberg–Lübbenau, 1968) |                                       |                                     |
| Streckenlänge: | 39,676 km                                                                                             |                                       |                                     |
| Spurweite: | 1435 mm (Normalspur)                                                                                  |                                       |                                     |
| Streckenklasse: | CM4                                                                                                   |                                       |                                     |
| Maximale Neigung: | 17 ‰                                                                                                  |                                       |                                     |
| Minimaler Radius: | 200 m                                                                                                 |                                       |                                     |
| Streckengeschwindigkeit: | 50 km/h                                                                                               |                                       |                                     |
| | |                                       |                                     |
| \| \| \| von Dresden-Neustadt \| \| \| \| −0,482 \| Dresden-Klotzsche \| 192 m \| \| \| 0,000 \| Klotzsche (Schmalspurbahn bis 1897) \| Klotzsche (Schmalspurbahn bis 1897) \| \| \| 0,40 \| Dresden-Klotzsche Bbf \| Dresden-Klotzsche Bbf \| \| \| \| nach Dresden Flughafen \| \| \| \| 0,964 \| Dresden-Klotzsche Bbf W4 \| Dresden-Klotzsche Bbf W4 \| \| \| \| nach Görlitz \| \| \| \| 2,765 \| Weixdorf \| 190 m \| \| \| \| \| \| \| \| 3,045 \| Weixdorf Bad \| 192 m \| \| \| 4,383 \| Weixdorf früher Lausa (ehem. Bf) \| 182 m \| \| \| 6,508 \| Hermsdorf (b Dresden) (ehem. Bf) \| 165 m \| \| \| 6,744 \| Brücke Große Röder (27 m) \| Brücke Große Röder (27 m) \| \| \| 7,380 \| EÜ Bundesautobahn 4 (52 m) \| EÜ Bundesautobahn 4 (52 m) \| \| \| 8,018 \| Ottendorf-Okrilla Süd \| 177 m \| \| \| 9,450 \| Ottendorf-Okrilla Hp \| 174 m \| \| \| 9,897 \| Brücke Kleine Röder (16 m) \| Brücke Kleine Röder (16 m) \| \| \| 10,546 \| Ottendorf-Okrilla Nord \| 179 m \| \| \| 17,454 \| Laußnitz (ehem. Bf) \| 185 m \| \| \| 19,473 \| Königsbrück \| 185 m \| \| \| 20,244 \| Viadukt Pulsnitztal (214 m) \| Viadukt Pulsnitztal (214 m) \| \| \| 20,899 \| Königsbrück Ost \| 180 m \| \| \| 22,589 \| Weißbach (b Königsbrück) (ehem. Bf) \| 191 m \| \| \| 25,129 \| Schmorkau (b Königsbrück) \| 154 m \| \| \| 29,414 \| Schwepnitz \| 149 m \| \| \| \| Brücke Wasserstrich \| \| \| \| 33,950 \| Bulleritz-Großgrabe \| 143 m \| \| \| \| von Kamenz (Sachs) \| \| \| \| 39,194 \| Straßgräbchen-Bernsdorf (Oberlausitz) \| 146 m \| \| \| \| nach Lübbenau \| \| \| \| \| nach Hoyerswerda \| \| | |                                       |                                     |
| Strecke | | von Dresden-Neustadt                  | von Dresden-Neustadt                |
| Bahnhof | −0,482                                                                                                | Dresden-Klotzsche                     | 192 m                               |
| Strecke · Kopfbahnhof Streckenanfang (Strecke außer Betrieb) | 0,000                                                                                                 | Klotzsche (Schmalspurbahn bis 1897)   | Klotzsche (Schmalspurbahn bis 1897) |
| Dienststation / Betriebs- oder Güterbahnhof · Strecke (außer Betrieb) | 0,40                                                                                                  | Dresden-Klotzsche Bbf                 | Dresden-Klotzsche Bbf               |
| Abzweig geradeaus und nach links · Strecke (außer Betrieb) | | nach Dresden Flughafen                | nach Dresden Flughafen              |
| Blockstelle · Strecke (außer Betrieb) | 0,964                                                                                                 | Dresden-Klotzsche Bbf W4              | Dresden-Klotzsche Bbf W4            |
| Abzweig geradeaus und nach rechts · Strecke (außer Betrieb) | | nach Görlitz                          | nach Görlitz                        |
| Strecke · Haltepunkt / Haltestelle (Strecke außer Betrieb) | 2,765                                                                                                 | Weixdorf                              | 190 m                               |
| Strecke nach links · Abzweig ehemals geradeaus und von rechts | |                                       |                                     |
| Haltepunkt / Haltestelle | 3,045                                                                                                 | Weixdorf Bad                          | 192 m                               |
| Haltepunkt / Haltestelle | 4,383                                                                                                 | Weixdorf früher Lausa (ehem. Bf)      | 182 m                               |
| Haltepunkt / Haltestelle | 6,508                                                                                                 | Hermsdorf (b Dresden) (ehem. Bf)      | 165 m                               |
| Brücke | 6,744                                                                                                 | Brücke Große Röder (27 m)             | Brücke Große Röder (27 m)           |
| Brücke | 7,380                                                                                                 | EÜ Bundesautobahn 4 (52 m)            | EÜ Bundesautobahn 4 (52 m)          |
| Bahnhof | 8,018                                                                                                 | Ottendorf-Okrilla Süd                 | 177 m                               |
| Haltepunkt / Haltestelle | 9,450                                                                                                 | Ottendorf-Okrilla Hp                  | 174 m                               |
| Brücke | 9,897                                                                                                 | Brücke Kleine Röder (16 m)            | Brücke Kleine Röder (16 m)          |
| Bahnhof | 10,546                                                                                                | Ottendorf-Okrilla Nord                | 179 m                               |
| Haltepunkt / Haltestelle | 17,454                                                                                                | Laußnitz (ehem. Bf)                   | 185 m                               |
| Kopfbahnhof Strecke ab hier außer Betrieb | 19,473                                                                                                | Königsbrück                           | 185 m                               |
| Brücke (Strecke außer Betrieb) | 20,244                                                                                                | Viadukt Pulsnitztal (214 m)           | Viadukt Pulsnitztal (214 m)         |
| Bahnhof (Strecke außer Betrieb) | 20,899                                                                                                | Königsbrück Ost                       | 180 m                               |
| Haltepunkt / Haltestelle (Strecke außer Betrieb) | 22,589                                                                                                | Weißbach (b Königsbrück) (ehem. Bf)   | 191 m                               |
| Bahnhof (Strecke außer Betrieb) | 25,129                                                                                                | Schmorkau (b Königsbrück)             | 154 m                               |
| Bahnhof (Strecke außer Betrieb) | 29,414                                                                                                | Schwepnitz                            | 149 m                               |
| Brücke (Strecke außer Betrieb) | | Brücke Wasserstrich                   | Brücke Wasserstrich                 |
| Haltepunkt / Haltestelle (Strecke außer Betrieb) | 33,950                                                                                                | Bulleritz-Großgrabe                   | 143 m                               |
| Abzweig ehemals geradeaus und von rechts | | von Kamenz (Sachs)                    | von Kamenz (Sachs)                  |
| Bahnhof | 39,194                                                                                                | Straßgräbchen-Bernsdorf (Oberlausitz) | 146 m                               |
| Abzweig ehemals geradeaus und nach links | | nach Lübbenau                         | nach Lübbenau                       |
| Strecke (außer Betrieb) | | nach Hoyerswerda                      | nach Hoyerswerda                    |

Die Bahnstrecke Dresden–Straßgräbchen-Bernsdorf ist eine Nebenbahn in Sachsen. Sie zweigt in Dresden-Klotzsche von der Hauptbahn Görlitz–Dresden ab und führt über Königsbrück nach Straßgräbchen-Bernsdorf. Seit dem 5. November 2000 ist der Abschnitt Königsbrück–Straßgräbchen-Bernsdorf stillgelegt.

## Geschichte

### Schmalspurbahn
Ihren Ursprung hat die heutige normalspurige Bahnstrecke von Dresden nach Königsbrück und weiter nach Straßgräbchen-Bernsdorf in einer Schmalspurbahn von Klotzsche nach Königsbrück. Der Bau der Strecke wurde am 17. Januar 1882 vom Sächsischen Landtag beschlossen und vom 23. Oktober 1883 an durchgeführt. Am 16. Oktober 1884 folgte die festliche Einweihung und am Tag darauf die Inbetriebnahme. Sie verlief von Klotzsche bis Lausa auf dem heutigen Gleiskörper der Dresdner Straßenbahnlinie 7 neben der Königsbrücker Landstraße. Bemerkenswert sind die auf der Strecke durchgeführten Versuche mit einem Containersystem, den sogenannten „Umsetzkästen“. Dabei konnten mittels Kran komplette Wagenkästen zwischen regel- und schmalspurigen Untergestellen umgesetzt werden.

### Normalspurbahn

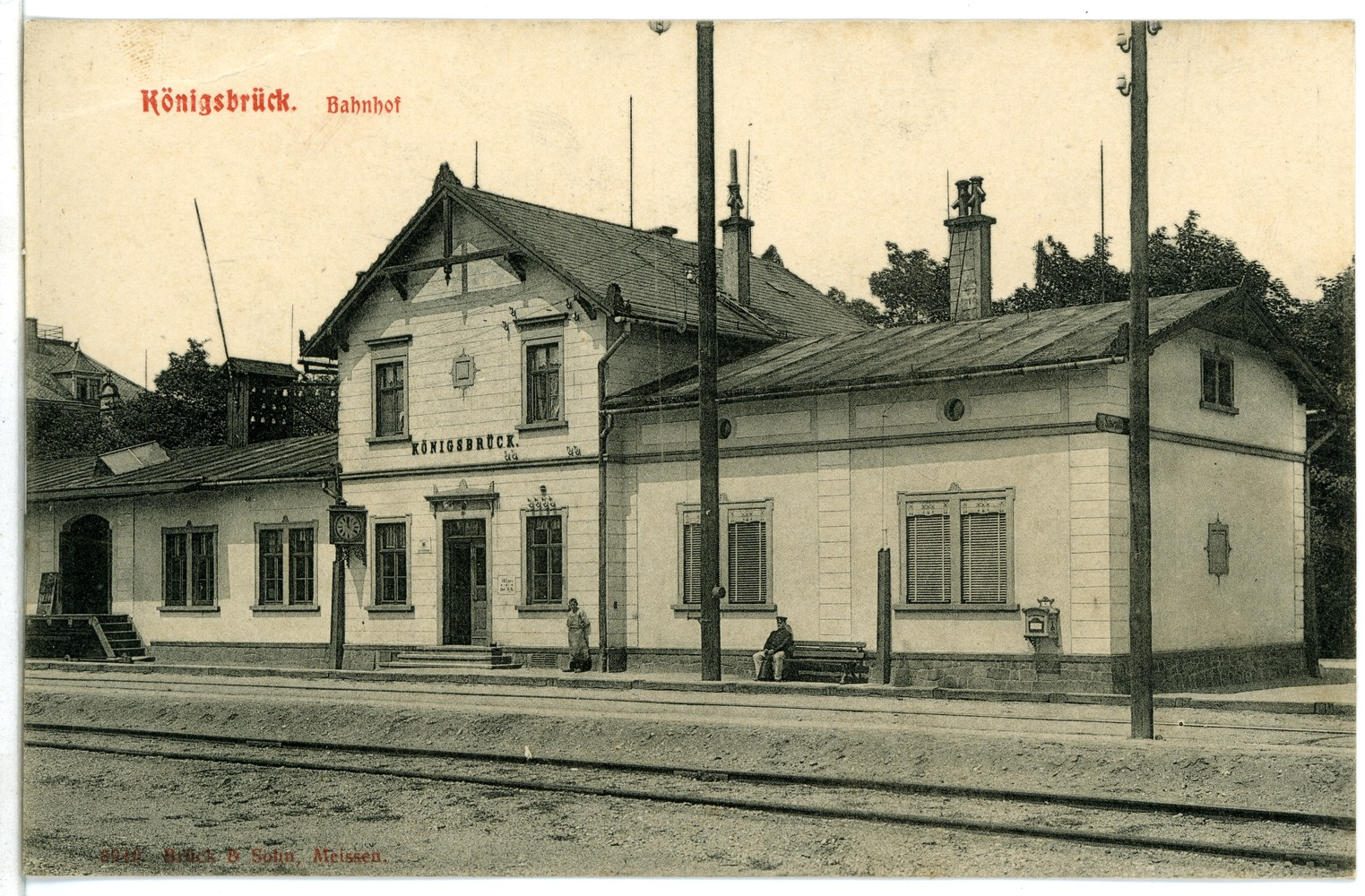
Bahnhof Königsbrück um 1907

Von 1885 bis 1894 stieg der Güterverkehr auf der Strecke von 16.400 Tonnen auf 44.800 Tonnen im Jahr an. Daneben sorgten der in den Jahren 1892 und 1893 errichtete Infanterie-Schießplatz sowie die 1895 eingerichtete Garnison der reitenden Artillerie in Königsbrück für zusätzlichen Verkehr. Daher beschloss der sächsische Landtag im Jahr 1896 die Strecke auf Normalspur umzubauen und bis Schwepnitz zu verlängern. Im August 1896 begannen bei laufendem Schmalspurbetrieb der Umbau und am 1. April 1897 erfolgte der Betriebswechsel auf Normalspur. Im Rahmen der Arbeiten erfolgte auch eine Erweiterung der Bahnhöfe Lausa (heute Weixdorf) und Moritzdorf mit längeren Kreuzungsgleisen und des Bahnhofs Königsbrück mit ausgedehnten Verladeanlagen für Militärtransporte. Im Jahr 1910 folgten zwei weitere Gleise für militärische Zwecke im Bahnhof Königsbrück, nachdem 1906 der Truppenübungsplatz Königsbrück angelegt worden war.
An der Verlängerung der Strecke wurde ab 1. Oktober 1898 gebaut und ein Jahr später am 1. Oktober 1899 ging sie in Betrieb, nachdem die Strecke am Tag zuvor eingeweiht worden war. Die Querung des Pulsnitztals erforderte die Errichtung eines Viadukts. Die genietete Stahlkonstruktion ist 212 Meter lang sowie 14 Meter hoch und verläuft in einem Gleisbogen.
Im Ersten Weltkrieg nutzte das Militär die Bahnstrecke sehr intensiv, unter anderem für Kriegsgefangenentransporte und Lazarettzüge. Daher begann 1915 der zweigleisige Ausbau der Strecke von Klotzsche bis Weixdorf, der im Jahr 1921 abgeschlossen wurde. Nach dem Zweiten Weltkrieg wurde das zweite Gleis als Reparationsleistung für die Sowjetunion abgebaut.
Vom 2. Juni 1933 an erfolgte die Verlängerung der Strecke bis zum Bahnhof Straßgräbchen-Bernsdorf an der sächsisch-preußischen Grenze. Diese Streckenverlängerung wurde am 17. Dezember 1934 eingeweiht.
Nach dem Zweiten Weltkrieg stellten neben dem Berufs- und Ausflugsverkehr vor allem Truppen- und Militärtransporte für die in Königsbrück stationierten Truppen der Sowjetarmee einen wesentlichen Teil des Verkehrs.

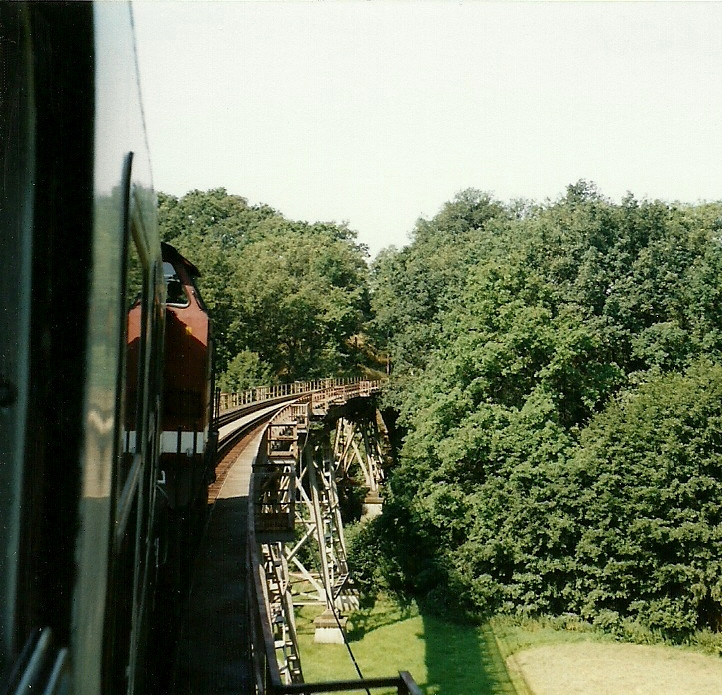
Fahrt über den Viadukt Pulsnitztal (1997)

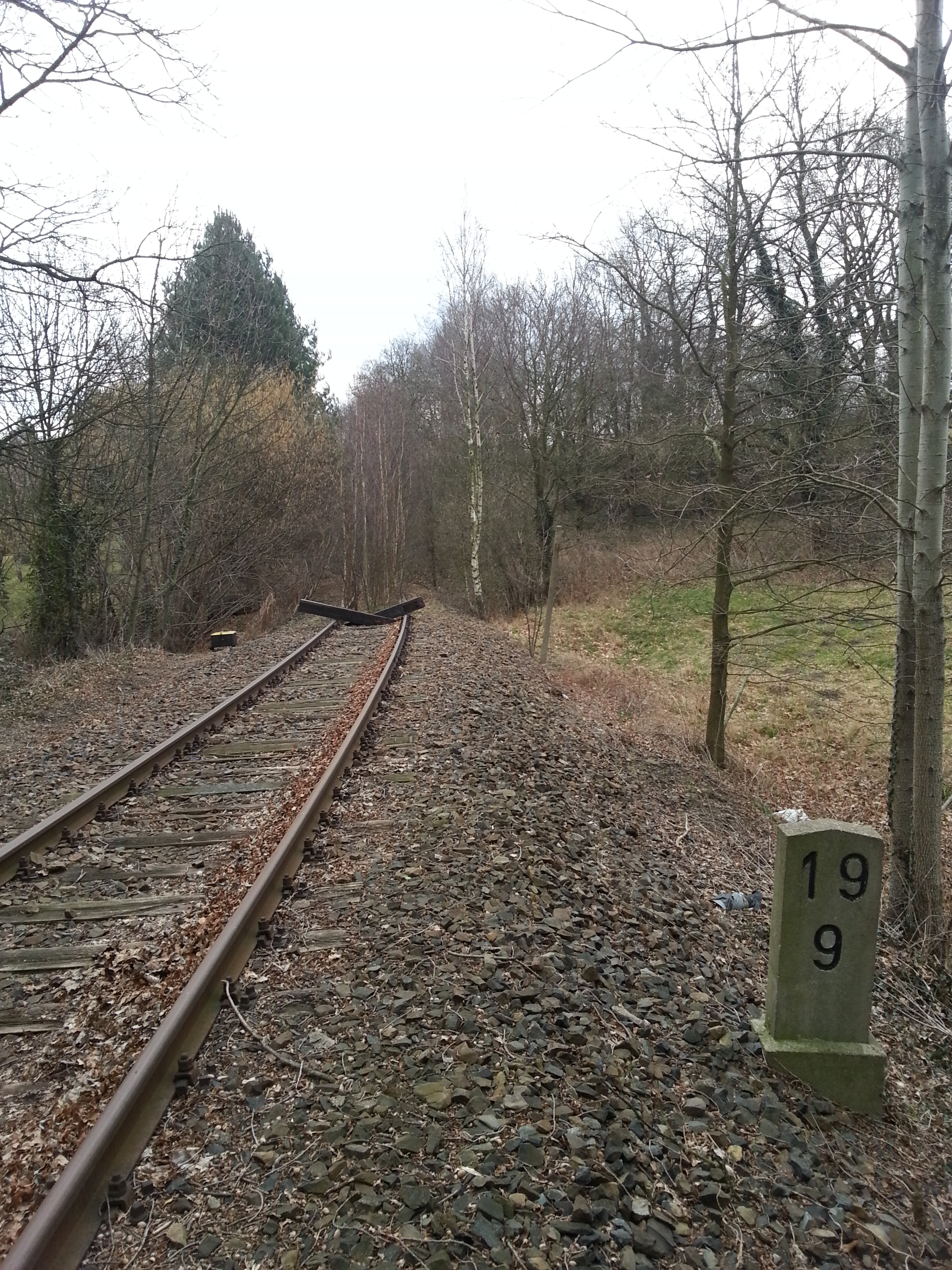
Das Ende des befahrbaren Abschnitts bei Königsbrück (Februar 2014)

Am 24. Mai 1998 wurde der Reisezugverkehr zwischen Königsbrück und Straßgräbchen-Bernsdorf eingestellt, am 27. September des gleichen Jahres folgte die Einstellung des Güterverkehrs. Bis zum 5. November 2000 wurde Schwepnitz von Straßgräbchen-Bernsdorf aus noch im Güterverkehr bedient. Die Stilllegung dieses Abschnitts erfolgte am 1. August 2001, der Gleisabbau in den Jahren 2004 und 2005. Im Dezember 2005 erfolgte die Freistellung von Bahnbetriebszwecken. In der Folge wurde das EZMG-Stellwerk im Bahnhof Königsbrück außer Betrieb genommen und der Endabschnitt ab Ottendorf-Okrilla Nord auf technisch unterstützten Zugleitbetrieb umgestellt.

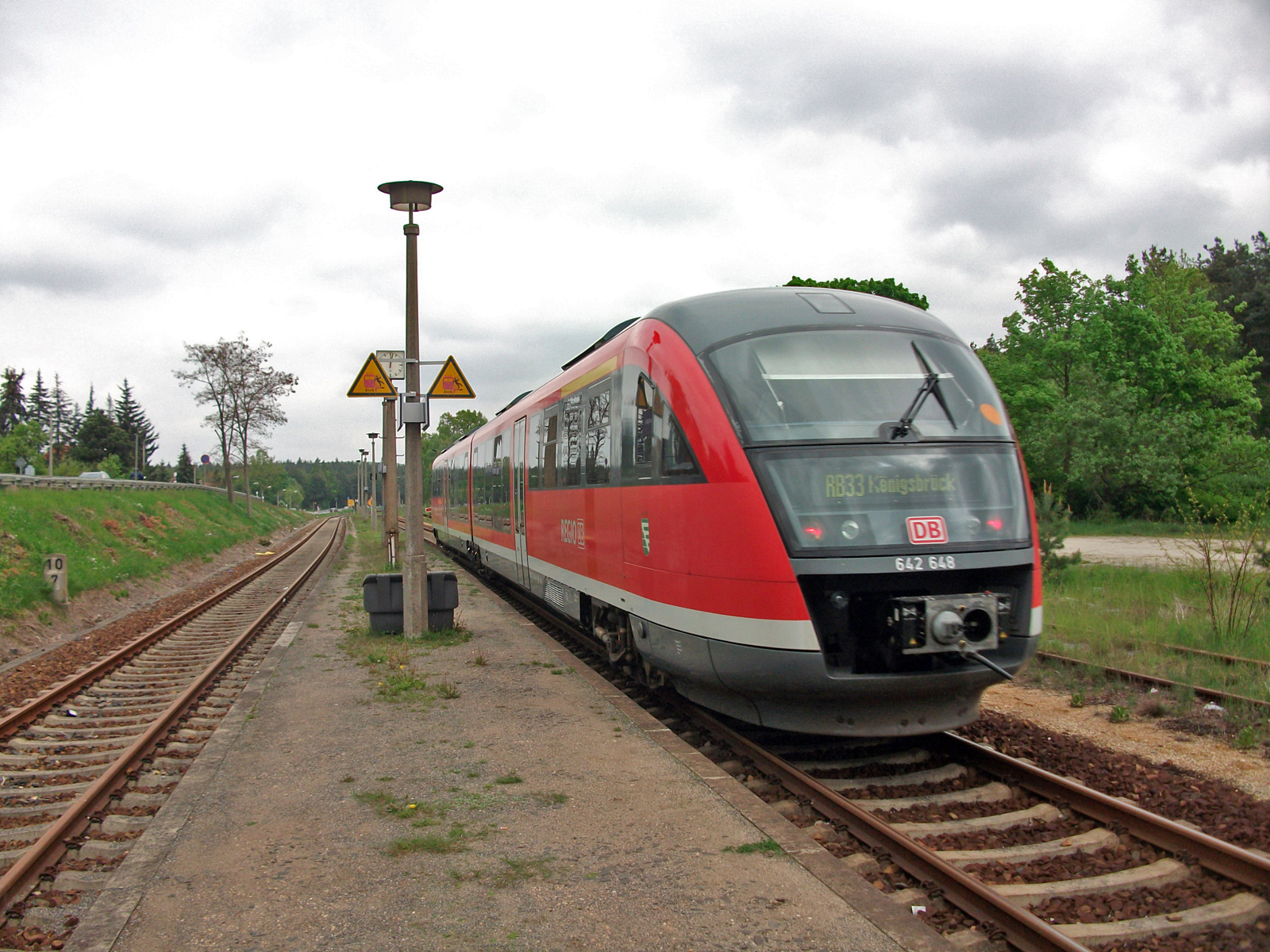
Triebwagen der Baureihe 642 im Bahnhof Ottendorf-Okrilla Nord

 Nach dem 12. Dezember 2010 erbrachte die Städtebahn Sachsen alle Verkehrsleistungen im öffentlichen Personennahverkehr. Es verkehrt die Linie RB 33 Dresden-Neustadt – Königsbrück im Stundentakt, am Wochenende im Zweistundentakt. Die Kreuzungen finden bei Stundentakt in Ottendorf-Okrilla Süd statt. Die Symmetriezeit liegt einige Minuten früher als üblich.
Die Strecke ist in weiten Teilen mit 50 km/h befahrbar. Im Bereich mehrerer technisch nicht gesicherter Bahnübergänge insbesondere in Ottendorf-Okrilla liegt die zulässige Geschwindigkeit bei 10 km/h. Ab dem Einfahrsignal des Bahnhofs Dresden-Klotzsche sind in Richtung Dresden 60 km/h zulässig. (Stand: 2014)
Laut Angaben des Verkehrsverbunds Oberelbe von April 2014 wurden zwischen Dresden und Ottendorf-Okrilla bzw. Königsbrück werktags etwa 1100 Fahrgäste gezählt. Eine Umfrage des Gewerbevereins Ottendorf-Okrilla unter 106 Unternehmen ergab, dass von 6000 Arbeitnehmern im Ottendorfer Gewerbegebiet 617 öffentliche Verkehrsmittel nutzten. Kritisiert wurden dabei vielfach das Angebot im Stundentakt und eine fehlende Spätanbindung. Fast 1800 Befragte hätten dabei signalisiert, bei einem besseren Öffentlichen Verkehr auf diesen umsteigen zu wollen, wenn er ein attraktiveres Angebot hätte.
Seit dem 10. Dezember 2017 ist ein verbesserter Reisezugfahrplan in Kraft, der tagsüber auch an Samstagen einen Einstundentakt zwischen Dresden-Neustadt und Königsbrück vorsieht. Zwei Zugpaare werden werktäglich im Berufsverkehr von und nach Kurort Altenberg (Erzgeb) durchgebunden. Die Zugkreuzungen finden jeweils zur üblichen Symmetrieminute in Ottendorf-Okrilla Süd statt. Zum 9. Dezember 2018 wurde der Stundentakt auch auf Sonn- und Feiertage ausgeweitet.
Seit dem 12. Dezember 2021 wird die RB 33 von DB Regio betrieben, nachdem von 2019 bis 2021 die Mitteldeutsche Regiobahn den Betrieb per Notvergabe geführt hatte.

## Zukunftsperspektiven
Im Jahr 2012 hat die Verbandsversammlung des VVO den Verband und die Dresdner Verkehrsbetriebe zu Untersuchungen zum Bau einer Stadtbahnverbindung zwischen Dresden und Königsbrück beauftragt. Dazu würde die bisher in Weixdorf endende (und den Haltepunkt Weixdorf Bad tangierende) Linie 7 der Dresdner Straßenbahn mit der Strecke verknüpft werden. Aufgrund der hohen Einwohner- und Arbeitsplatzdichte in Ottendorf-Okrilla und Umgebung prognostiziert man für eine solche Verbindung ein hohes Fahrgastpotenzial. Bei Vorliegen einer positiven Kosten-Nutzen-Rechnung sollte nach damaligem Stand eine Betriebsaufnahme bis 2019 möglich sein. Der Abschnitt Ottendorf-Okrilla–Königsbrück würde in diesem Zusammenhang stillgelegt und auf Busbetrieb umgestellt.
Trotz der geringen Fahrgastzahlen befürwortet der VVO-Geschäftsführer Burkhard Ehlen die Beibehaltung der Regionalbahn nach Königsbrück. Allerdings müssen in die Ertüchtigung der Strecke über 7 Millionen Euro investiert werden. Ein Ausbau zur Straßenbahnstrecke wäre mit mehr als 60 Millionen Euro zunächst teurer, allerdings wäre diese deutlich günstiger im Betrieb. Während die Gemeinde Ottendorf-Okrilla einen halbstündlichen Regionalbahnverkehr bis Ottendorf-Okrilla Süd mit Anschluss an weiterführende Buslinien befürwortet, um die innerörtlichen Bahnübergänge beseitigen zu können, votierte der Kreistag des Landkreises Bautzen im März 2018 für einen Erhalt der gesamten Bahnstrecke. Die Vorzugsvariante sieht eine Verlängerung der Regionalbahnen bis Dresden Hauptbahnhof und eine Verdichtung auf einen Halbstundentakt bis Ottendorf-Okrilla Nord vor.
Die DB Netz plant die Umstellung des Abschnitts Ottendorf-Okrilla Süd – Ottendorf-Okrilla Nord auf Zugleitbetrieb.[veraltet]
Mit den Plänen, in Bernsdorf die Bundesanstalt für Immobilienaufgaben (BImA) mit einer Kaserne für die Bundeswehr entstehen zu lassen und zukünftig das neue rund 700-Personen starke Logistikbataillon 471 zu stationieren, wurden Forderungen laut, Bernsdorf mit der S-Bahn über Königsbrück zu verbinden.